# گو (بازی)
گو یا ایگو یا وی‌چی یا بادوک ، قدیمی‌ترین بازی تخته‌ای تاریخ بشری است. این بازی که به صورت دونفره انجام می‌شود، علی‌رغم قوانین ساده‌ای که دارد راهبردهای (استراتژی‌های) پیچیده‌ای را می‌طلبد.
بازی به این صورت انجام می‌گیرد که دو بازیکن به نوبت مهره‌های سیاه و سفید خود را در خانه‌های صفحه بازی که یک شبکه ۱۹ در ۱۹ مربعی است، قرار می‌دهند. وقتی مهره‌های روی صفحه قرار گرفت، نمی‌توان آن را حرکت داد مگر اینکه با مهره‌های رنگ مخالف به‌طور کامل محاصره شود. هدف بازی تصاحب سطح بیشتر از زمین بازی توسط مهره‌ها است.
این بازی در شرق آسیا از محبوبیت بالایی برخوردار است. هرچند که رفته‌رفته در سطح جهانی هم محبوب می‌شود. یک تخمین دست پایین از تعداد گو بازان دنیا حدود ۲۷ میلیون نفر است.

## نام‌ها
1. ژاپنی: ایگو
2. بین المللی: گو
3. چینی: وی چی
4. کره ای: بادوک

## قوانین

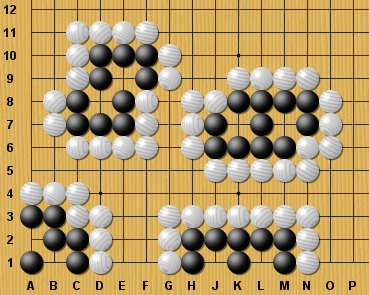
نمونه‌ای از دو چشم

گذشته از ترتیب در بازی (حرکت‌ها تناوبی است، سیاه اول حرکت می‌کند یا ضرری را قبول می‌کند) و همین طور قواعد امتیازگیری، در اصل تنها دو قانون در بازی گو وجود دارد:
قانون 1 (قانون آزادی) بیان می‌کند که هر سنگ باقی‌مانده روی تخته باید حداقل یک "نقطه" باز در همسایگی اش داشته باشد (تقاطع، به نام نقطه "آزاد") به‌طور مستقیم (بالا، پایین، چپ، یا راست)، یا باید بخشی از یک گروه متصل باشد که حداقل یک نقطه باز ("آزاد") در کنار آن وجود داشته باشد. هر سنگ یا گروهی از سنگ‌ها که آخرین نقطه آزادی خود را از دست بدهد، از روی تخته برداشته خواهد شد.
قانون 2 ( "قانون KO") بیان می‌کند که وقتی سنگ را دارید روی تخته می گذارید هرگز نباید موقعیت سنگ‌های قبلی را تکرار کنید. چنین حرکت‌هایی ممنوع است، و در نتیجه در هر نوبت تنها امکان بازی در جاهای دیگر تخته وجود دارد.
تقریباً همه اطلاعات دیگر در مورد چگونگی انجام این بازی تجربی و ابتکاری است، به این معنی که در طی انجام بازی، و نه به عنوان قاعده و قانون، آموخته می‌شوند. دو قانونی که در بالا ذکر شد تقریباً تمامی بازی‌ها را پوشش می دهند. دیگر قوانین بازی تخصصی هستند، چرا که از طریق روی هم گذاشتن قوانین دیگر به دست می آیند.
هر چند تفاوت جزئی بین قوانین مورد استفاده در کشورهای مختلف وجود دارد  به خصوص در چین و ژاپن، این تفاوت‌ها تا حد زیادی روی تاکتیک‌ها و استراتژی بازی تأثیر نمی‌گذارد.
به جز مواردی که اشاره می‌شود، قوانین اساسی ارائه شده در اینجا مستقل از قوانین امتیاز دهی معتبر هستند. عبارات مربوط به بازی که هیچ معادل انگلیسی ای ندارند معمولاً با نام ژاپنی خود به کار می روند.

### قوانین پایه‌ای
دو بازیکن، سیاه و سفید، به نوبت سنگ رنگ خود را در یک نقطه خالی (تقاطع) روی تخته می گذارند. اول سیاه حرکت می‌کند. در صورتی که تفاوت زیادی در مهارت بین بازیکنان وجود دارد، سیاه به‌طور معمول اجازه دارد با گذاشتن دو یا چند سنگ این تفاوت را جبران کند. تخته رسمی شامل ۱۹ × ۱۹ خط است، هر چند قوانین را می‌توان برای هر اندازه‌ای از تخته اعمال کرد. تخته‌های با اندازه ۱۳ × ۱۳ و ۹ × ۹ برای آموزش مبتدیان مناسب است . هنگامی که یک سنگ روی تخته قرار داده می‌شود، دیگر نمی توان آن را به نقطه دیگری منتقل کرد .
سنگ‌هایی که از یک رنگ هستند و به صورت عمودی یا افقی کنار هم قرار می‌گیرند، تشکیل یک زنجیره (که یک رشته یا گروه نیز نامیده می‌شود) می دهند که پس از آن دیگر نمی‌توانند از هم جدا شوند و در واقع، به عنوان یک سنگ تک بزرگتر به حساب می آیند . تنها سنگ‌هایی که توسط خطوط به یکدیگر متصل می‌شوند ایجاد یک زنجیره می دهند، نه سنگهایی که به صورت مورب در مجاورت هم قرار دارند. زنجیرها را می‌توان با قرار دادن سنگ‌های اضافی در تقاطع‌ها گسترش داد، و می‌توان با قرار دادن یک سنگ در تقاطع دو یا چند زنجیره از همان رنگ آن‌ها را به هم متصل کرد.
نقطه خالی مجاور به سنگ، نقطه آزادی آن سنگ نامیده می‌شود . سنگ‌های یک زنجیره نقاط آزادی را با هم شریک هستند. یک زنجیره از سنگ‌ها باید حداقل یک نقطه آزادی داشته باشد تا بتواند روی تخته باقی بماند. هنگامی که یک زنجیره با سنگ‌های رنگ مخالف محاصره شود به‌طوری‌که دیگر نقطه آزادی ای نداشته باشد، آن زنجیر گرفته شده و از روی تخته حذف می‌شود.

### قانون کو
بازیکنان اجازه حرکاتی که بازی را به موقعیت قبلی بر گرداند را ندارند. این قانون، به نام قانون KO مانع از تکرار بی پایان بازی می‌شود. در چنین شرایطی شخص باید نقطه‌ای در تخته را برای بازی پیدا کند که شخص مقابل نیاز حتمی برای بازی در آنجا پیدا کند تا به این ترتیب برای خود زمان خریده و در حرکت بعد از آن به سراغ نقطه مورد نظر برگردد قبل از آنکه گرفته شده باشد. تکرار چنین مبادلاتی مبارزه KO نامیده می‌شود .

### رد کردن
به جای قرار دادن یک سنگ روی تخته، یک بازیکن ممکن است تصمیم بگیرد که این دور را بازی نکند. این حالت معمولاً زمانی رخ می‌دهد که اشخاص به این نتیجه برسند که هیچ حرکت مفید تری برایشان باقی نمانده‌ است. وقتی که هر دو بازیکن به صورت متوالی این کار را انجام دهند، بازی به پایان رسیده و امتیازها شمرده می‌شود .

### خودکشی
یک بازیکن معمولاً سنگی را طوری نمی‌گذارد که خودش یا گروهش فوراً نقطه آزادی شان را از دست بدهند، مگر اینکه انجام این کار بلافاصله آخرین نقطه آزادی گروه نفر مقابل را بگیرد. در چنین حالتی، گروه دشمن اسیر شده‌است، در حالی که سنگ جدید حداقل یک نقطه آزادی دارد . این قانون باعث تفاوت خیلی مهم بین یک و دو چشم است: اگر یک گروه که فقط یک چشم دارد به‌طور کامل از خارج احاطه شود، می‌توان آن را با قرار دادن یک سنگ در چشم آن کشت. این بازی استراتژیکی است.